# بنتيوم برو

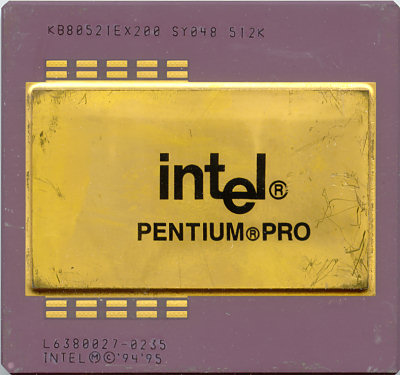
بنتيوم برو 512 ك ب

إنّ بنتيوم برو (محترف بنتيوم) هو من معالجات الجيل السّادس إكس 86 المعتمد على المعالج الدقيق مطوّر ومصنّع من طرف شركة إنتل قدّم في نوفمبر 1995.